# إصطرك بيروي
الإصطرك البيروفي (باللاتينية: Styrax peruvianum) نوع نباتي شجري من جنس الإصطرك يتبع الفصيلة الإصطركية (باللاتينية: Styracaceae).

## الموئل والانتشار
موطنها الأصلي بيرو.